# Invasion ottomano-égyptienne du Magne
Pour les articles homonymes, voir Invasion ottomane du Magne.
L'invasion ottomano-égyptienne du Magne est une campagne de la guerre d'indépendance grecque qui a consisté en trois batailles. Les Maniotes se sont battus contre une armée combinée égyptienne et ottomane sous le commandement d'Ibrahim Pacha d'Égypte. 
Le 17 mars 1821, les Maniotes, habitants de la péninsule centrale de la partie sud du Péloponnèse, déclarent la guerre à l'Empire ottoman, précédant d'environ une semaine le reste de la Grèce qui rejoint la révolution. Les différentes forces grecques remportent rapidement une série de victoires. Cependant, des conflits éclatent entre les chefs et l'anarchie s'installe. Les Ottomans saisissent cette chance et appelent des renforts d'Égypte. Ceux-ci sont placés sous le commandement d'Ibrahim Pacha, le fils du chef de l'Égypte, Méhémet Ali. Avec les Grecs en déroute, Ibrahim ravage le Péloponnèse et après un siège de quatre mois, il s'empare de la ville de Missolonghi, en avril. Il retourne ensuite dans le Péloponnèse et porte son attention, en juin, sur le Magne.
Ibrahim Pacha tente de pénétrer dans le Magne par le nord-est, près d'Almyrós, le 21 juin 1826, mais il est contraint de s'arrêter aux fortifications de Vérga (el). Son armée de 7 000 hommes est repoussée par une armée de 2 000 Maniotes et 500 réfugiés d'autres régions de Grèce. Malgré l'artillerie égyptienne et ottomane, les Maniotes, en infériorité numérique, parviennent à tenir tête aux Ottomans. Ibrahim envoie 1 500 hommes pour tenter un débarquement près d'Areópoli et se diriger vers le nord pour menacer les arrières des Maniotes. Cette force y parvient dans un premier temps, mais elle est repoussée avec de lourdes pertes. Lorsque les Égyptiens de Vérga apprennent que Theódoros Kolokotrónis avance sur leurs arrières, ils battent en retraite. 
En août, Ibrahim pacha reprend l'offensive et envoie un groupe de soldats réguliers le long de la côte. Ils atteignent Karyoúpolis (el) avant de battre en retraite. Ibrahim envoie une force de 8 000 hommes vers Polyáravos et en chemin, ils détruisent une tour qui leur est opposée. Lorsqu'ils atteignent Polyáravos, ils sont confrontés aux Maniotes dans leurs forts. Les Égyptiens et les Ottomans sont contraints de battre en retraite avec des pertes importantes. C'est la dernière fois que le Magne est envahi pendant la guerre d'indépendance, la Grèce ayant été libérée en 1828.

## Contexte
La guerre d'indépendance grecque commence le 17 mars 1821, lorsque les Maniotes déclarent la guerre à l'Empire ottoman à Areópoli. Le 21 mars, l'armée maniote de 2 000 hommes sous le commandement de Pétros Mavromichális (Petrobey), qui comprend également Theódoros Kolokotrónis, quitte Aréopolis et se dirige vers la Messénie. Le lendemain, elle atteint Kalamata, qui a une garnison ottomane et capture la ville le 23 mars.

Le drapeau du Magne (Nίκη ή Θάνατος / τὰν ἢ ἐπὶ τᾶς, en La victoire ou la mort / Avec ou sur le bouclier).

Le reste de la Grèce se joint à la guerre lorsque l'évêque Germanós de Pátras déclare le pays en rébellion, le 25 mars. À Kalamata, les Grecs établissent le Sénat messénien qui régit les affaires dans le sud du Péloponnèse. Kolokotrónis veut attaquer Tripoli mais Pétros Mavromichális le convainc d'attaquer d'abord les petites villes.
Petrobey envoie également des lettres aux cours d'Europe pour leur faire part du plan des Grecs. Petrobey termine les lettres en les signant Petrobey Mavromichális, Prince et Commandant en chef. Le 28 avril, l'armée maniote rejoint les forces de Kolokotrónis à Karýtena. De là, elle se rend à Tripoli et commence à assiéger la ville, qui finit par tomber le 23 septembre 1821 et est mise à sac par les Grecs.
En raison des pertes incessantes et des récits d'atrocités grecques à Tripoli, le sultan désespère et en 1824, il fait appel à son vice-roi en Égypte, Méhémet Ali, pour l'aider. Ali promet de l'aider en échange de la cession de l'île de Crète, de Chypre, ainsi que de faire de son fils Ibrahim Pacha, pacha du Péloponnèse, le pacha de l'Égypte. Après que son offre a été acceptée, Ali envoie son fils aux commandes de l'expédition. Pendant ce temps, les Grecs sont en plein désarroi à cause des rivalités politiques qui ont provoqué une guerre civile. Kolokotrónis est arrêté, son fils Pános (en) est tué et son neveu Nikitaras est obligé de fuir.
Ibrahim profite de la confusion pour se réfugier à Methóni dans le Péloponnèse. De Methóni, il commence à piller le Péloponnèse et à prendre de nombreuses personnes comme esclaves. Ibrahim capture Tripoli mais est empêché de capturer Nauplie par Konstantínos Mavromichális (el) et Dimítrios Ypsilántis. En représailles, Ibrahim brûle Argos avant de retourner à Tripoli. Ibrahim décide de partir avec son armée et de rejoindre Mehmet Rechid Pacha à Missolonghi en Grèce-Centrale. Les Égyptiens atteignent la ville le 12 décembre 1825 et aident les Ottomans dans le siège. Le 10 avril 1826, la ville tombe aux mains des envahisseurs et est mise à sac.

## Bataille de Vérga
Ibrahim envoie un émissaire dans le Magne pour exiger sa reddition, faute de quoi il pillera la région. Il reçoit la réponse suivante :

« Des quelques Grecs du Magne et du reste des Grecs qui y vivent à Ibrahim Pacha. Nous avons reçu votre lettre dans laquelle vous essayez de nous effrayer en disant que si nous ne nous rendons pas, vous tuerez les Maniotes et pillerez le Magne. C'est pourquoi nous vous attendons, vous et votre armée. Nous, les habitants du Magne, signons et attendons votre arrivée. »

Ibrahim, furieux de cette réponse, ordonne une attaque sur le nord-ouest du Magne depuis Kalamata, le 23 juin 1826. Il a sous son commandement une force de 7 000 hommes, un mélange d'infanterie et de cavalerie. Les envahisseurs sont contraints de s'arrêter aux fortifications des Maniotes à Vérga, près d'Almyrós. 2 000 soldats maniotes et 500 réfugiés grecs défendent les murs.
L'artillerie égyptienne ne parvenant pas à percer les murs, Ibrahim décide de lancer deux navires avec des canons et de leur faire bombarder les défenses des Maniotes depuis la mer. Il combine également cette attaque avec des assauts d'infanterie, mais ceux-ci échouent car les envahisseurs sont repoussés des murs à huit reprises. Les attaques durent encore quelques jours avant que les Égyptiens et les Ottomans ne soient contraints de battre en retraite à la nouvelle que Kolokotrónis s'approche de leurs arrières avec 2 000 hommes. Les Maniotes poursuivent les Égyptiens jusqu'à Kalamata avant de se retirer. Ibrahim perd 2 500 hommes à Vérga et les pertes grecques sont inconnues.

## Bataille de Dirós
Pendant la bataille de Vérga, Ibrahim décide d'attaquer les Maniotes par l'arrière. Son plan consiste à envoyer une petite flotte avec quelques soldats pour débarquer dans la baie de Dirós, à 2 kilomètres au sud d'Areópoli. L'objectif est de capturer le village, qui n'est pas gardé, afin de couper les lignes de communication des défenseurs à Vérga et de les démoraliser également. Il serait alors en mesure d'attaquer les Maniotes par l'arrière et de contrôler les cols montagneux vers l'est du Magne et Gýthio. Les auteurs Peter Greenhalgh et Edward Eliopoulos décrivent ce plan comme « excellent ».
Le 23 juin, il envoie une petite flotte transportant 1 500 personnes pour débarquer dans la baie de Dirós et capturer Areópoli. L'aide vient d'autres villages. Le 26 juin, les Égyptiens survivants sont sauvés de la plage par la flotte d'Ibrahim et ceux qui n'ont pas été sauvés doivent nager jusqu'aux navires ou sont tués par les Maniotes,. Cette bataille coûte à Ibrahim 1 000 hommes et il est obligé de se retirer du Magne après avoir été vaincu à Vérga,.

## Bataille de Polyáravos
Après sa retraite du Magne, en raison des défaites à Vérga et Dirós, Pacha renouvelle son offensive en août. L'armée d'Ibrahim est dirigée par un Laconien de Bardoúnia nommé Bósinas qui bénéficie de l'aide de la flotte égyptienne. Le 27 août, il atteint Karyoúpolis en tentant de prendre un chemin sûr à travers les montagnes. Avant d'atteindre la ville de Polyáravos, son armée de 8 000 Égyptiens est retardée par Theódoros Stathákos et sa famille de treize hommes qui refusent de laisser les envahisseurs prendre leur tour. Bósinas tente de négocier avec Stathákos qui, feignant de se rendre, lui dit de venir prendre les armes de sa famille. Alors que Bósinas vient récupérer les fusils, la famille Stathákos le tue. En représailles, les Égyptiens utilisent leurs deux canons et font exploser la tour.
Les Égyptiens se dirigent ensuite vers la ville de Polyáravos et l'atteignent le 28 août. 2 000 Maniotes les attendent derrière leurs fortifications. Les Maniotes avaient choisi Polyáravos comme position de défense car la localité se trouve sur un terrain élevé et est entourée de pentes rocheuses, ce qui aurait permis d'arrêter les Égyptiens avant qu'ils n'arrivent à la ville. Dans le cadre de leur plan de défense, les villages envoient toutes les femmes et tous les enfants dans les montagnes avant de consolider les fortifications. Lorsque les Égyptiens arrivent aux murs, les Maniotes font une sortie et prennent les Égyptiens par surprise. Ces derniers, subissant des pertes, se retirent du Magne et regagnent la plaine laconienne. Les Égyptiens ont perdu 400 hommes au cours de la bataille et les Maniotes n'en ont perdu que neuf.

## Suites

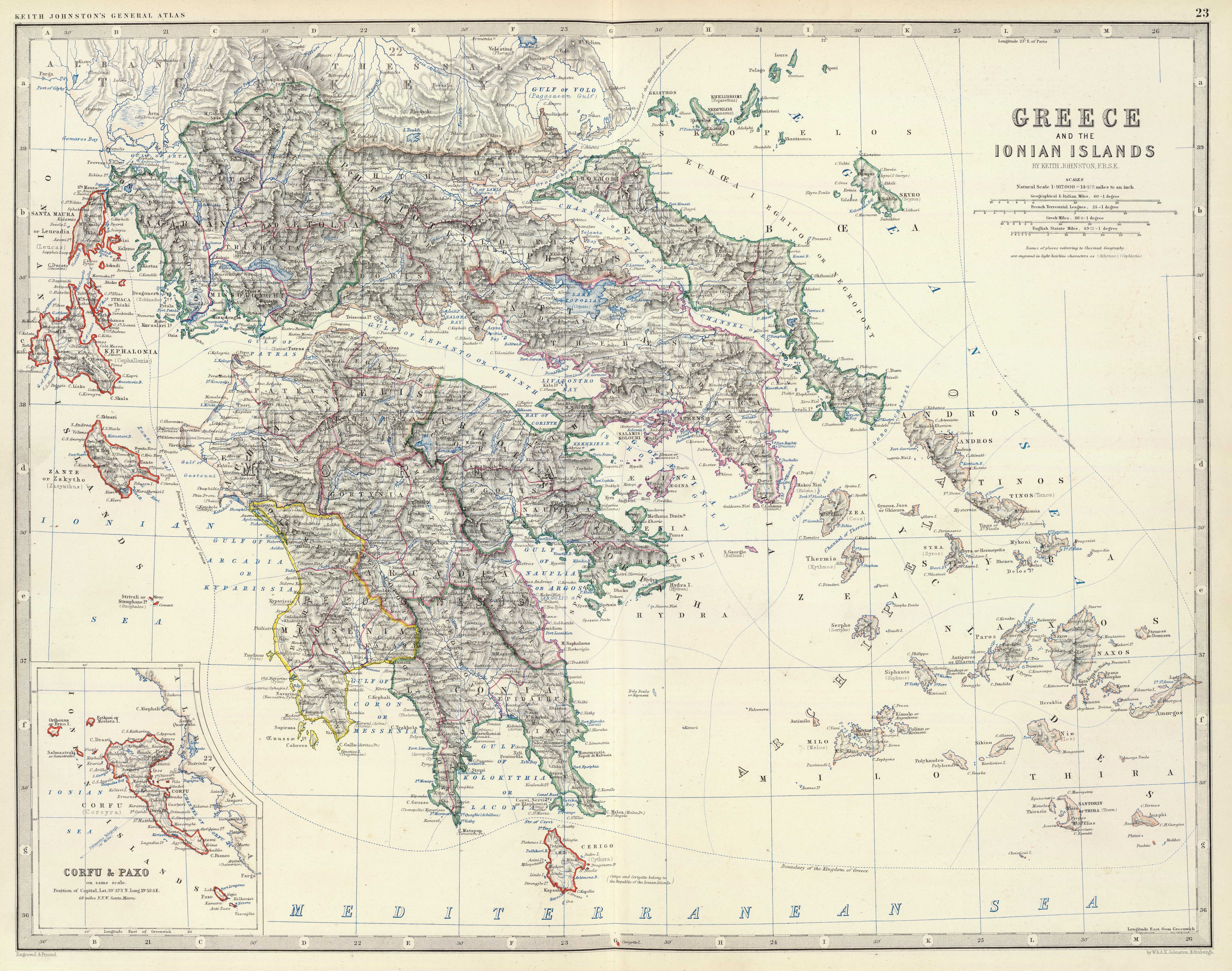
Carte des frontières du royaume grec indépendant.

Bien que cette campagne soit éclipsée par d'autres batailles de la révolution, elle est l'une des plus importantes. Les Maniotes ont arrêté les Égyptiens et Ibrahim Pacha qui n'avaient pas été vaincus de manière aussi décisive auparavant. Les femmes qui ont vaincu les Égyptiens à Dirós ont reçu le nom d'« Amazones de Dirós ». C'est la dernière invasion lancée contre le Magne, Ibrahim ayant abandonné toute idée de conquête. Le 26 avril 1827, la marine ottomane bombarde Ítylo avec plus de 1 700 boulets de canon frappant la ville.
En 1827, les flottes combinées de la France, de l'Angleterre et de la Russie vainquent la flotte combinée ottomano-égyptienne lors de la bataille de Navarin. En 1828, selon les termes du protocole de Londres (en), la Grèce devient un État indépendant qui est reconnu par les Ottomans en 1829. Lorsque Ioánnis Kapodístrias est nommé président de la Grèce, il fait emprisonner Pétros Mavromichális. Les Mavromichális réagissent en assassinant Kapodístrias à Nauplie alors qu'il se rend à l'église. Les Maniotes continuent à causer des problèmes et défont deux armées bavaroises envoyées par le roi Othon contre eux avant d'être soumis seulement après que certains des chefs aient été soudoyés. Cela met fin à l'indépendance des Maniotes et ils sont forcés de payer des impôts.